# Etienne van Heerden
Etienne van Heerden, född 1954 i Johannesburg, är en sydafrikansk afrikaansspråkig författare och litteraturprofessor. Han hör till de mest betydande namnen bland afrikaansspråkiga författare, och var en ledande kritiker av apartheidpolitiken. I romanen Toorberg (1986) angriper han absurditeten i apartheidsystemet. Av andra böcker kan nämnas Matoli (1978), Kikoejoe (1996) och In stede van die liefde (2005). De flesta är även utgivna på engelska, till exempel novellsamlingen Mad Dog and Other Stories (1992).

## Verk översatta till svenska
- Levande och döda: roman, 1993 (originaltitel Toorberg 1986, översättning från den engelska utgåvan med titeln Ancestral Voices)